# Municipal Borough of Brentford and Chiswick

Brentford and Chiswick in der früheren Grafschaft Middlesex

Der Municipal Borough of Brentford and Chiswick war ein Bezirk im Ballungsraum der britischen Hauptstadt London. Er existierte von 1927 bis 1965 und lag im Zentrum der ehemaligen Grafschaft Middlesex.

## Geschichte
New Brentford, Old Brentford und Chiswick waren ursprünglich Civil parishes in der Harde (hundred) Ossulstone. 1874 wurde für ganz Brentford ein lokaler Gesundheitsrat (local board of health) mit Kompetenzen im Infrastrukturbereich geschaffen. Aus diesem entstand im darauf folgenden Jahr ein städtischer Gesundheitsdistrikt (urban sanitary district) mit erweiterten Befugnissen. 1883 erhielt Chiswick ebenfalls diesen Status. Beide Gesundheitsdistrikte rekonstituierten sich 1894 als Urban Districts. Diese wiederum schlossen sich 1927 zusammen und bildeten einen gemeinsamen Municipal Borough.
Bei der Gründung der Verwaltungsregion Greater London im Jahr 1965 entstand aus der Fusion der Municipal Boroughs Brentford and Chiswick und Heston and Isleworth sowie des Feltham Urban District der London Borough of Hounslow.

## Statistik
Die Fläche betrug 2333 acres (9,44 km²). Die Volkszählungen ergaben folgende Einwohnerzahlen:
| Jahr      | 1901   | 1911   | 1921   | 1931   | 1951   | 1961   |
| Einwohner | 44.980 | 55.268 | 57.970 | 62.618 | 59.367 | 54.833 |